# Antonín Kraft
Antonín Kraft (Rokycany, 30 dicembre 1749 – Vienna, 28 agosto 1820) è stato un violoncellista e compositore ceco.
Esponente del classicismo viennese, fu anche amico di Joseph Haydn, Wolfgang Amadeus Mozart e Ludwig van Beethoven, che lo stimava moltissimo. Fu anche tra i fondatori della scuola viennese del violoncello.

## Biografia
Kraft nacque nella città boema di Rokycany, da una famiglia di origine tedesca naturalizzata ceca. Imparò a suonare il violoncello dal padre prima di trasferirsi all'università a Vienna per studiare diritto. Ben presto ottenne un posto come violoncellista nella Hofkapelle imperiale. Nel 1778 divenne violoncellista nell'orchestra del principe Nikolaus Esterházy, con cui poté lavorare fino alla morte del nobile mecenate, avvenuta nel 1790. Qui inoltre incontro Haydn e con lui studiò composizione. Ritornò in seguito a Vienna e divenne uno dei membri fondatori del Quartetto Schuppanzigh, su ordine del principe Karl Lichnowsky, che dette il via nella capitale austriaca alla tradizione dei concerti per quartetto d'archi, cosa che ha permesso alle opere di Haydn, Mozart e Beethoven di ottenere una più larga audience; collaborò inoltre alla stesura di un buon numero di opere di Beethoven. Suonò anche nell'orchestra da camera del principe Grassalkowitch e, dal 1796, lavorò nell'orchestra del principe Joseph Franz von Lobkowitz. Morì il 28 agosto 1820 a Vienna.
Alla fine della sua vita si dedico anche all'insegnamento. Suo figlio NIkolaus Kraft ricevette da lui la sua prima formazione e continuo in seguito i suoi studi con Jean-Louis Duport, divenendo a sua volta un virtuoso. 
Kraft è considerato uno dei più grandi violoncellisti del suo tempo; il Concerto n. 2 in Re Maggiore di Haydn (1783) fu a lui dedicato; fu uno degli esecutori alla prima del Triplo concerto (scritto nel 1808) di Beethoven.
Lo stile "bello e molto cantabile, avente un buon fraseggio espressivo e una tecnica impeccabile" di Antonín Kraft è rappresentativo del classicismo viennese che lui stesso ha influenzato grazie alle tradizioni del suo paese portate a Vienna da lui e da altri violoncellisti cechi ingaggiati a servizio dei principi e dei teatri austriaci e per questo si può dire che essi hanno contribuito in maniera essenziale a formare la scuola viennese del violoncello.

## Opere
Tra le composizioni di Antonín Kraft si ricordano soprattutto: 
- Sei suonate per violoncello e basso continuo (pubblicate coi numeri di opus 1 e 2).
- Tre duetti concertanti per violino e violoncello (op. 3).
- Due concerti per violoncello di cui il primo in Do maggiore (op. 4), che è stato scritto probabilmente nel 1792.
- Due duetti per due violoncelli (op. 5 et 6).
- Un divertissement con basso continuo.